# Ђорђе Генчић
Ђорђе А. Генчић (Велики Извор, Зајечар, 4. новембар 1861 — Београд, 19. октобар 1938) је био индустријалац, власник рудника, министар унутрашњих послова у време краља Александра Обреновића, политички „вођа“ завере против краља Александра и градоначелник Ниша (1894—1899).

## Биографија
Рођен је у богатој и угледној породици. После завршене средње школе у Зајечару и Београду одлази у Беч где студира економске науке, а касније у Русију, где студира војне науке. По повратку радио је у Нишу као управник града (градоначелник). Био је оштар противник женидбе краља Александра Обреновића са грађанком Драгом Машин. Због јавне осуде овог брака и политичких расправа Генчић је био осуђен на седам година затвора, од чега је одслужио једну.
Био је веома важна личност током завере везане за мајски преврат. Након образовања нове владе под Карађорђевићима био је министар народне привреде, али се убрзо повукао.
Током балканских ратова и Првог светског рата био је дописник руских листова у српској војсци.
Супруга му је била Косара Гита А. Новаковић (1873 - 1940), која је претходно била удата за Војислава Цинцар-Јанковића.
Умро је у Београду 1938. године, на исти дан кад и Арсен Карађорђевић.
У његовој породичној кући смештен је Музеј Николе Тесле.

## Галерија
- Ђорђе Генчић
- Лазар Генчић био је Ђорђев рођени брат
- Генчићева кућа у којој је живео. У њој је данас смештен музеј Николе Тесле